# Anthaxia manca
Anthaxia manca är en skalbaggsart som först beskrevs av Carl von Linné 1767.  Anthaxia manca ingår i släktet Anthaxia, och familjen praktbaggar. Arten har ej påträffats i Sverige.

## Bildgalleri

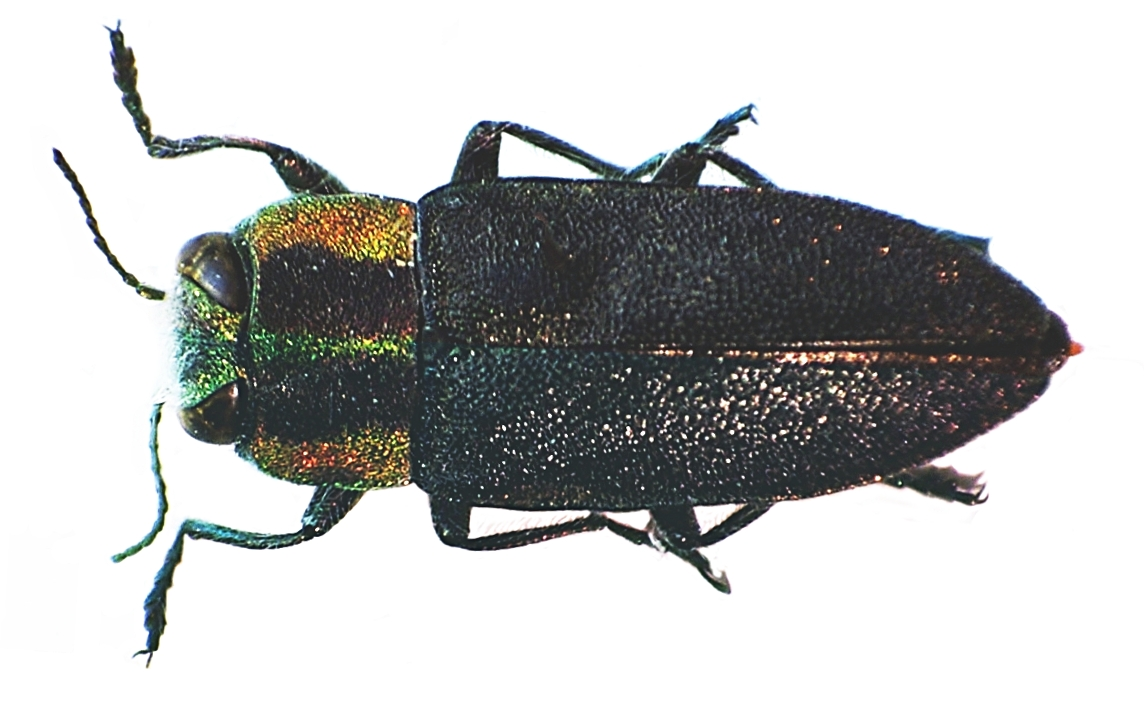
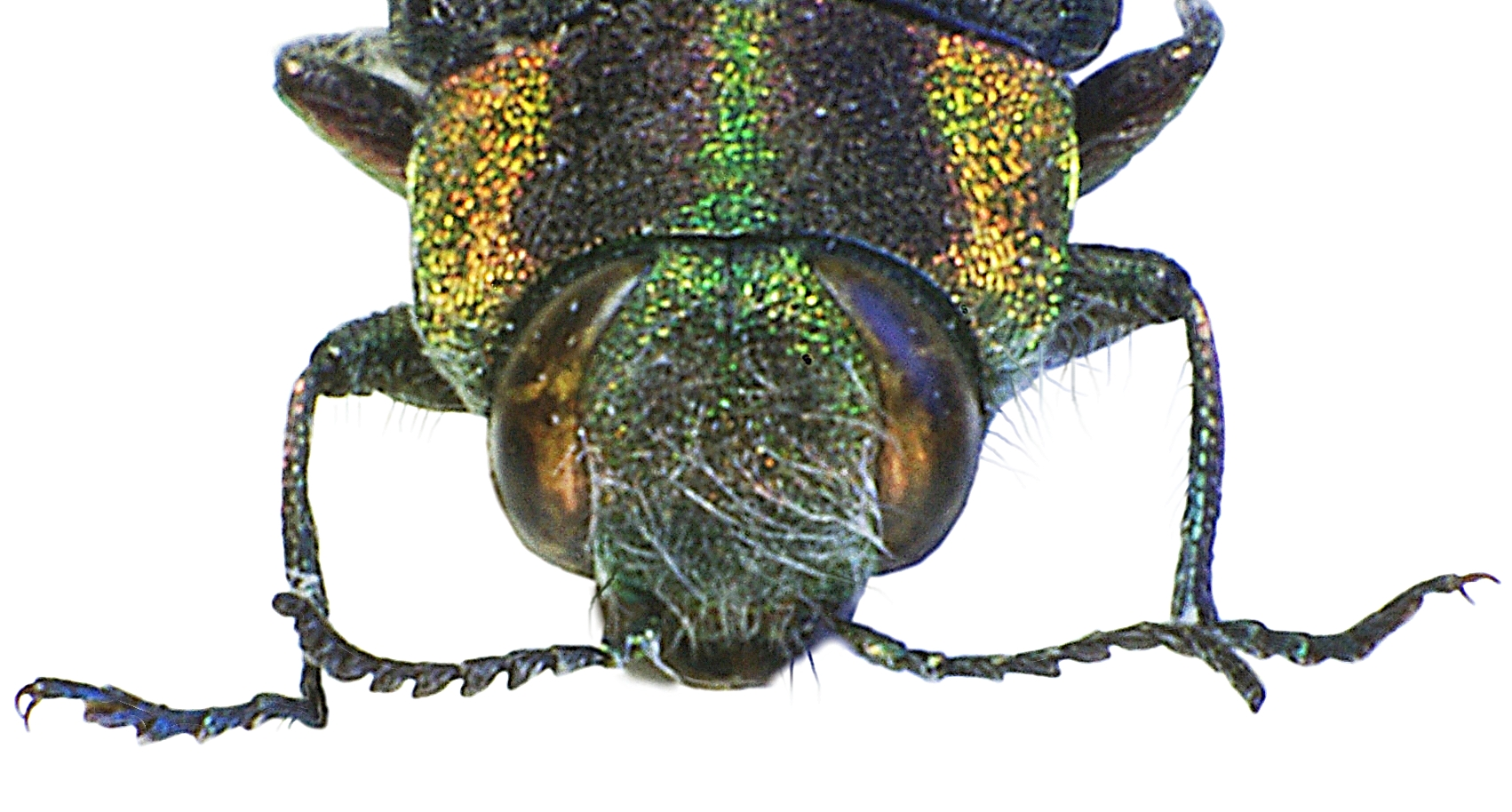
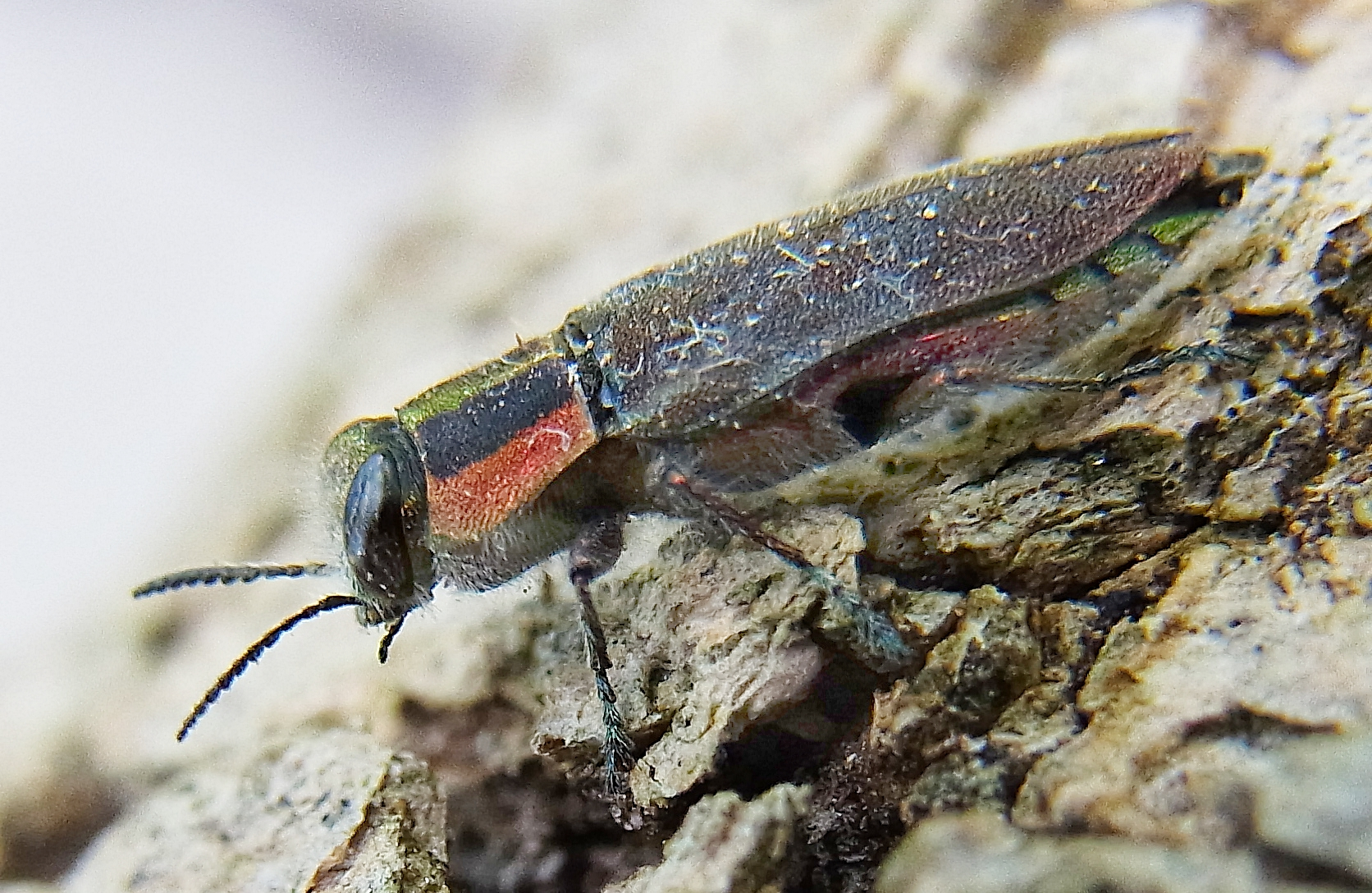
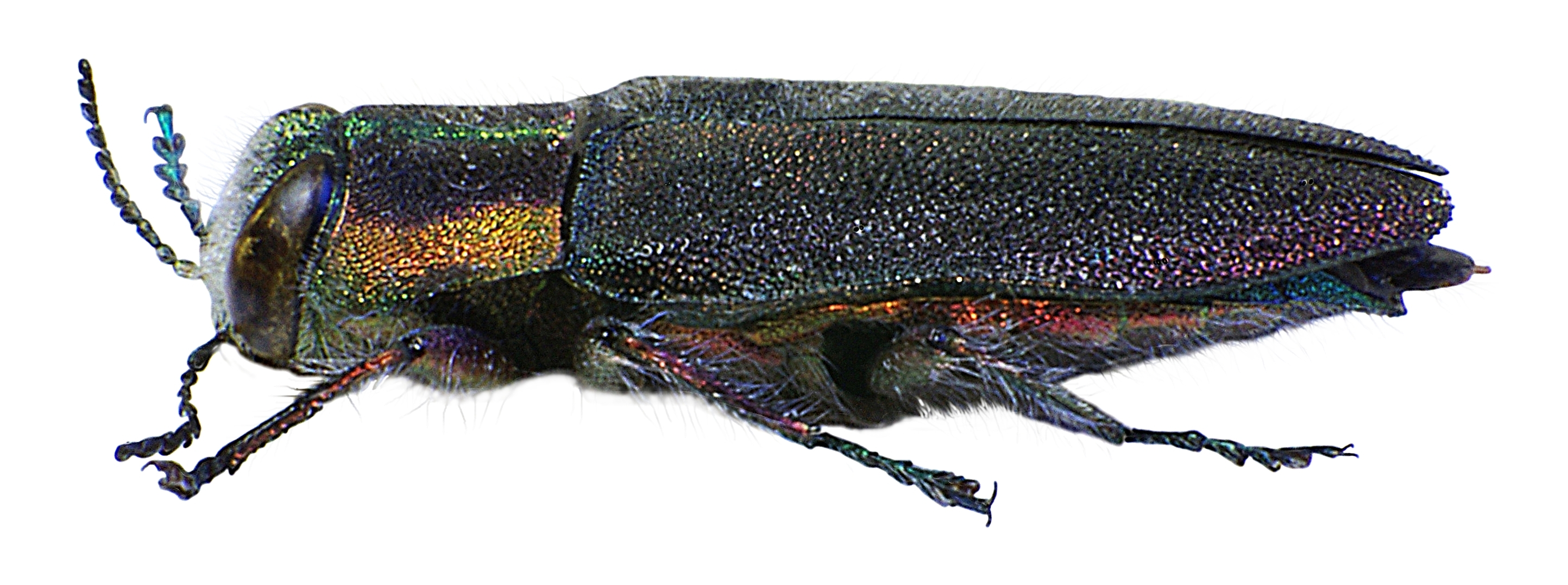
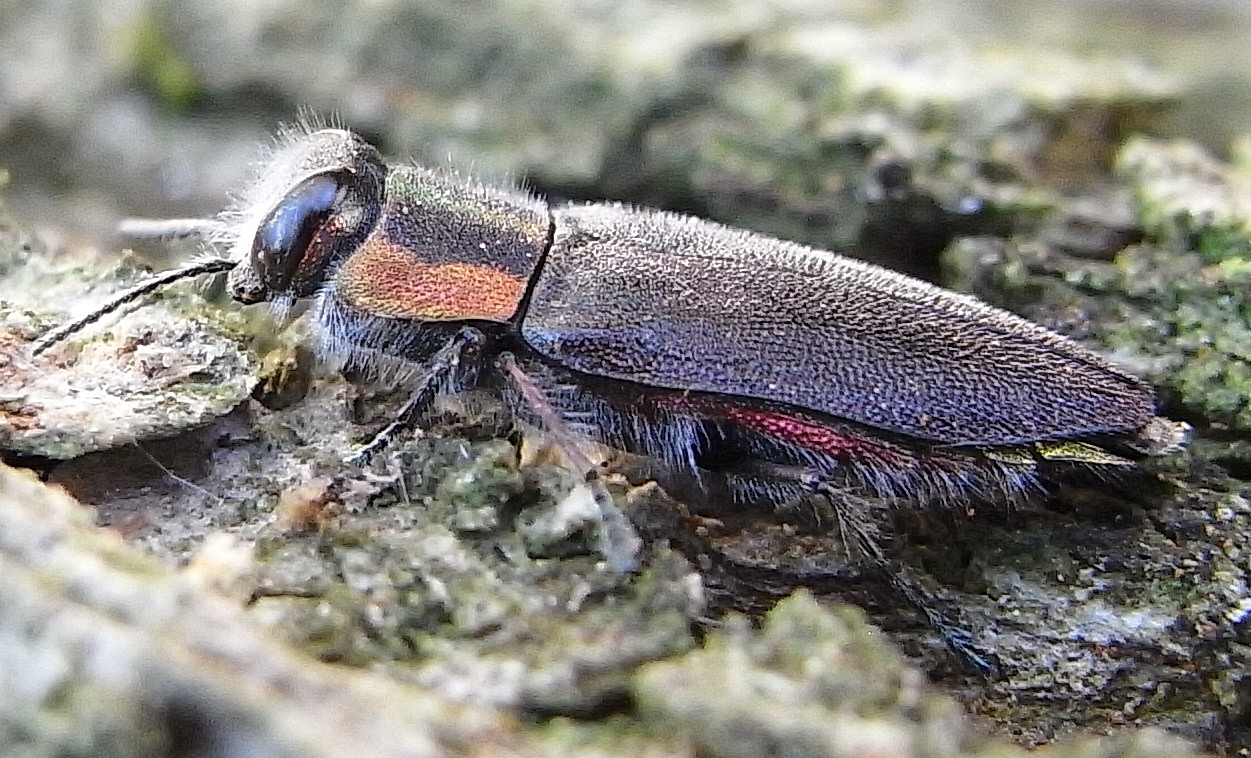
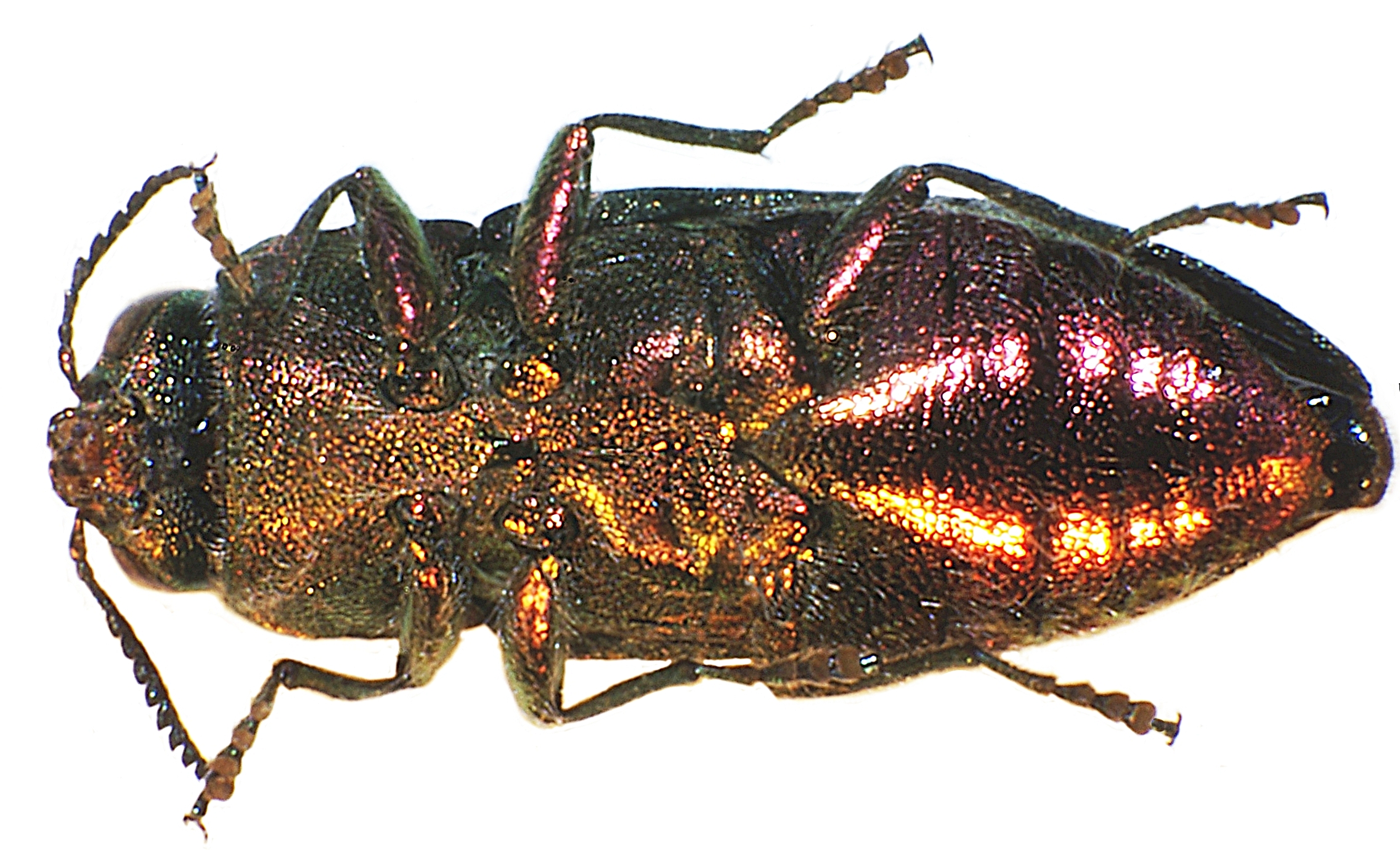